# Gorczański Ośrodek Historii Turystyki Górskiej na Turbaczu
Gorczański Ośrodek Historii Turystyki Górskiej na Turbaczu – placówka muzealna Polskiego Towarzystwa Turystyczno-Krajoznawczego z ekspozycją poświęconą historii turystyki górskiej w Gorcach, położona pod szczytem Turbacza. Powstała 11 maja 1980, w drewnianym budynku położonym w bezpośrednim sąsiedztwie schroniska PTTK na Turbaczu. Obecnie ekspozycja ośrodka prezentowana jest w budynku schroniska.
Obecna nazwa ośrodka została nadana uchwałą Komisji Turystyki Górskiej Zarządu Głównego PTTK z 6 czerwca 2016.

## Zbiory
Wśród eksponatów znajdują się zdjęcia i dokumenty dotyczące ponad 40 nieistniejących już schronisk na terenie Karpat, wystawa biograficzna poświęcona Władysławowi Orkanowi oraz ekspozycja dotycząca walk partyzanckich w tych rejonach podczas II wojny światowej.
Obecnie zbiory muzealne zostały przeniesione do wydzielonego pomieszczenia w schronisku i są udostępnione zwiedzającym w formie wystawy. Ekspozycja ośrodka czynna jest codziennie. Wstęp jest bezpłatny.

## Galeria

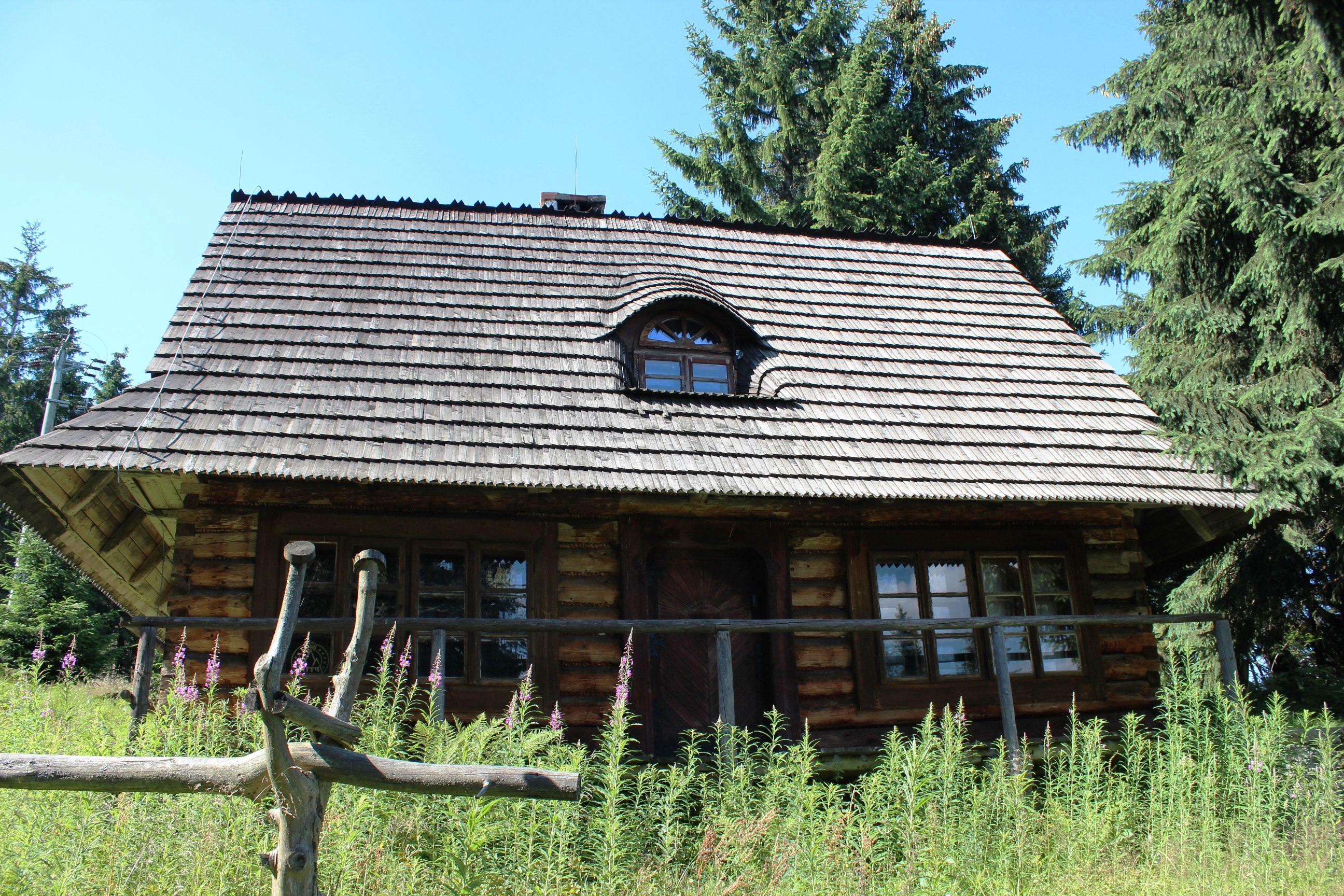
Ściana frontowa dawnego budynku ośrodka
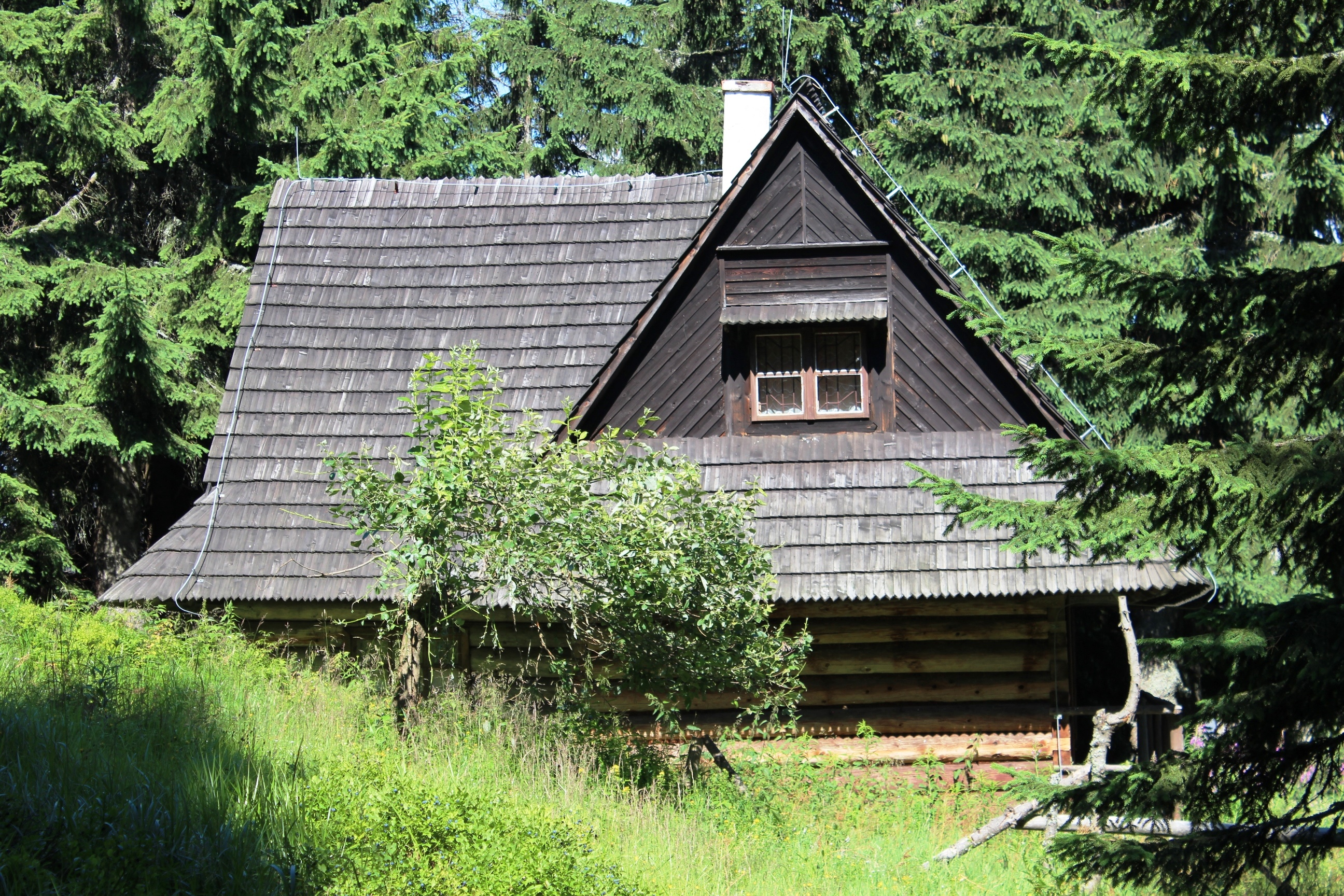
Ściana boczna dawnego budynku ośrodka
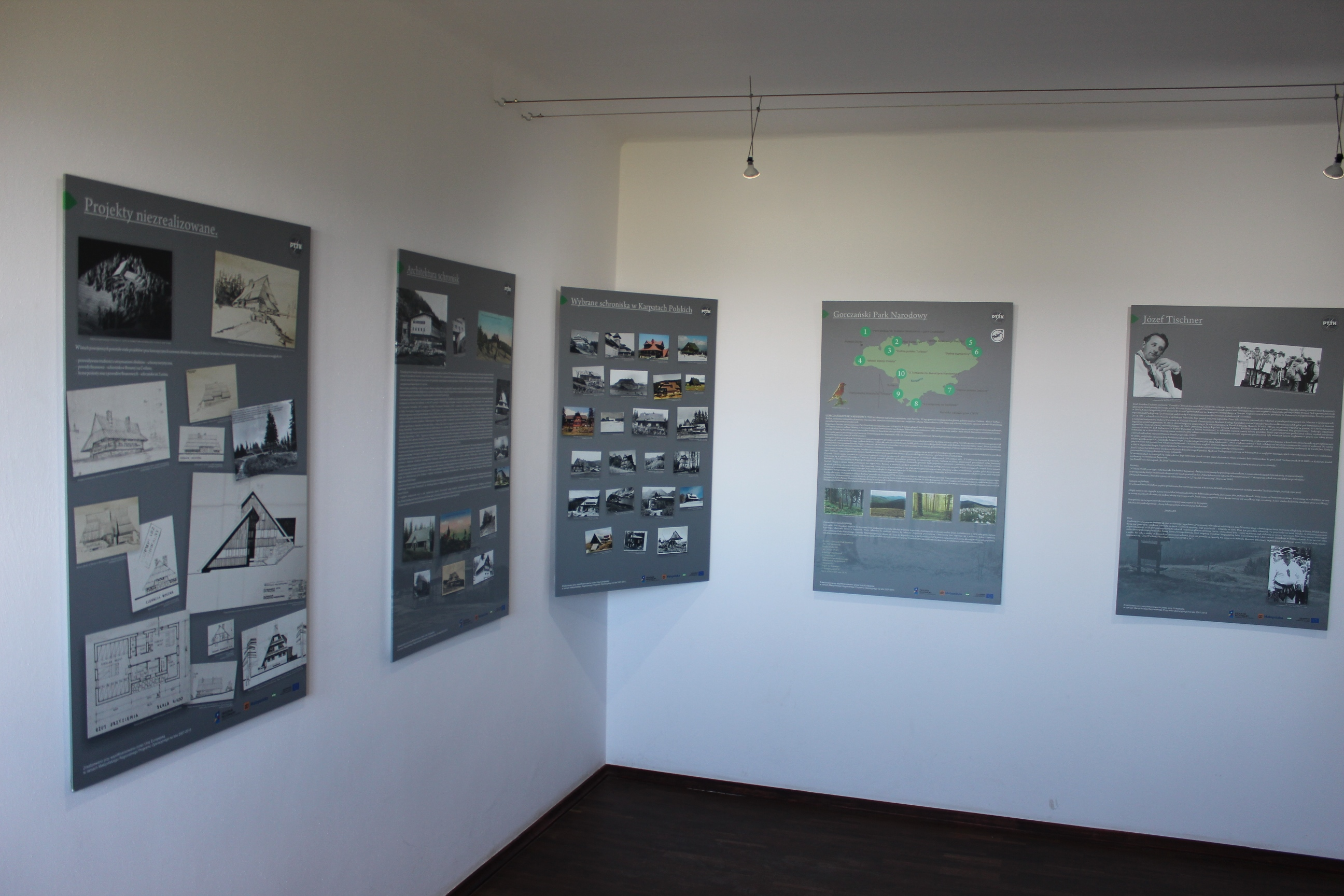
Ekspozycja ośrodka w budynku schroniska
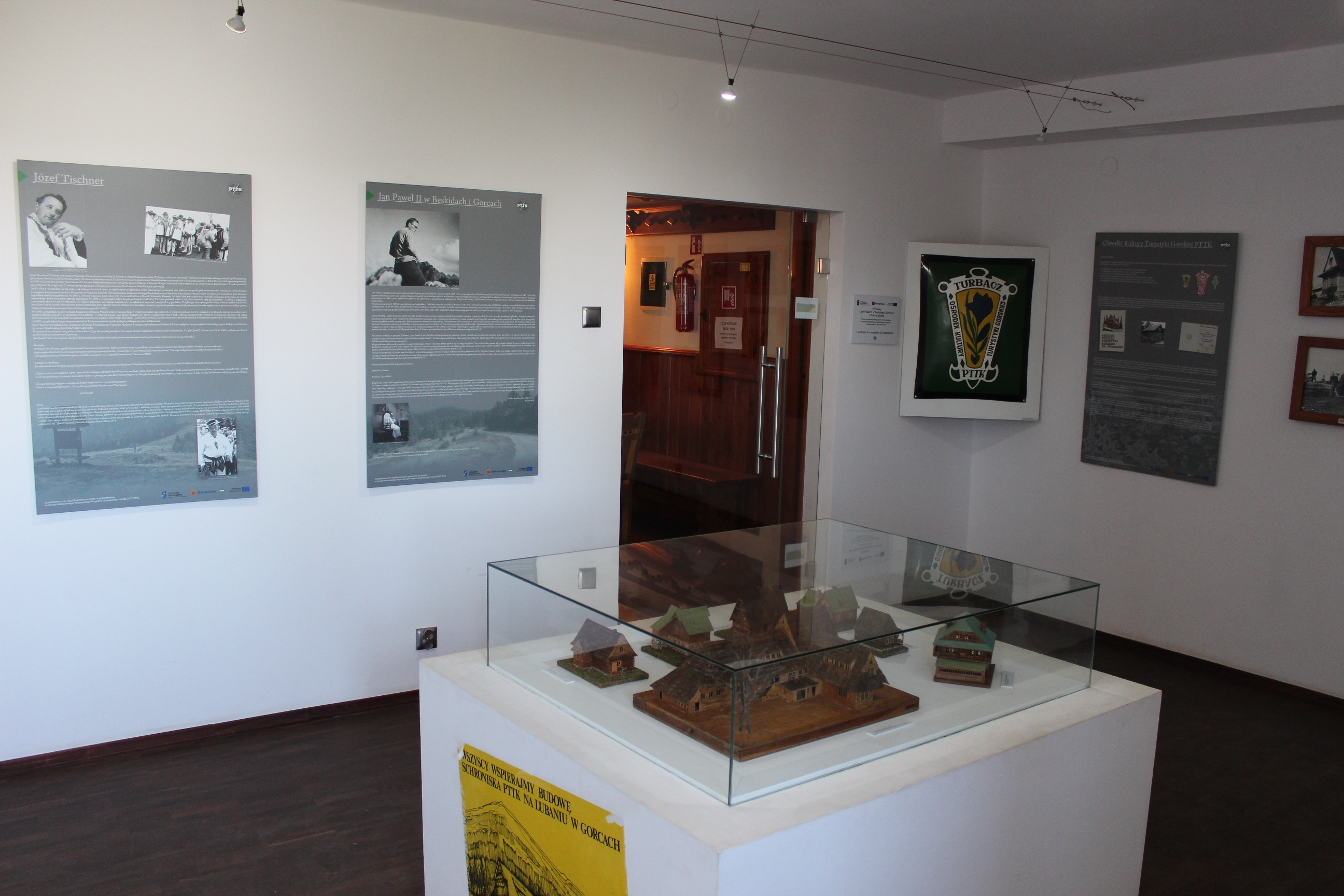
Ekspozycja ośrodka w budynku schroniska
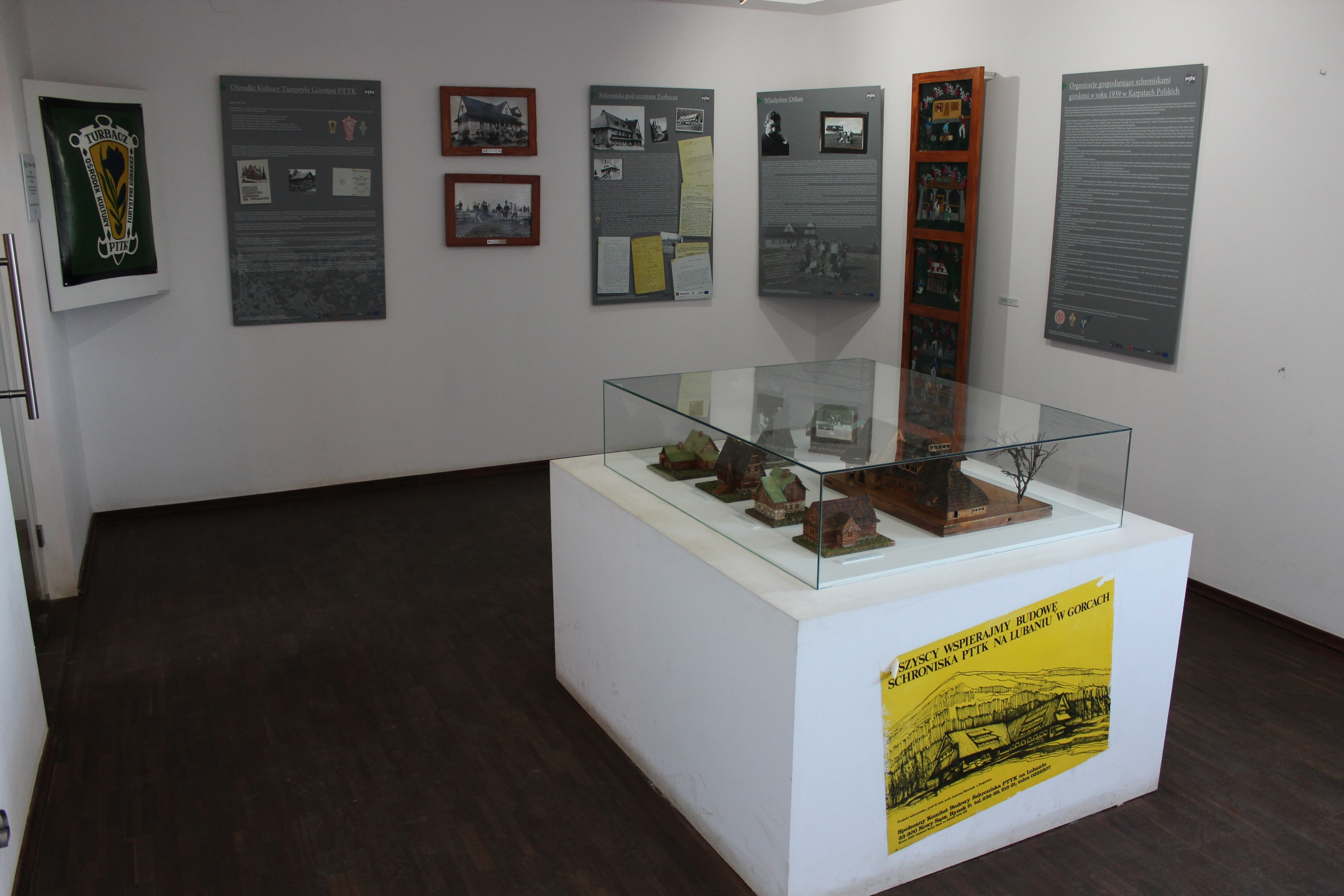
Ekspozycja ośrodka w budynku schroniska
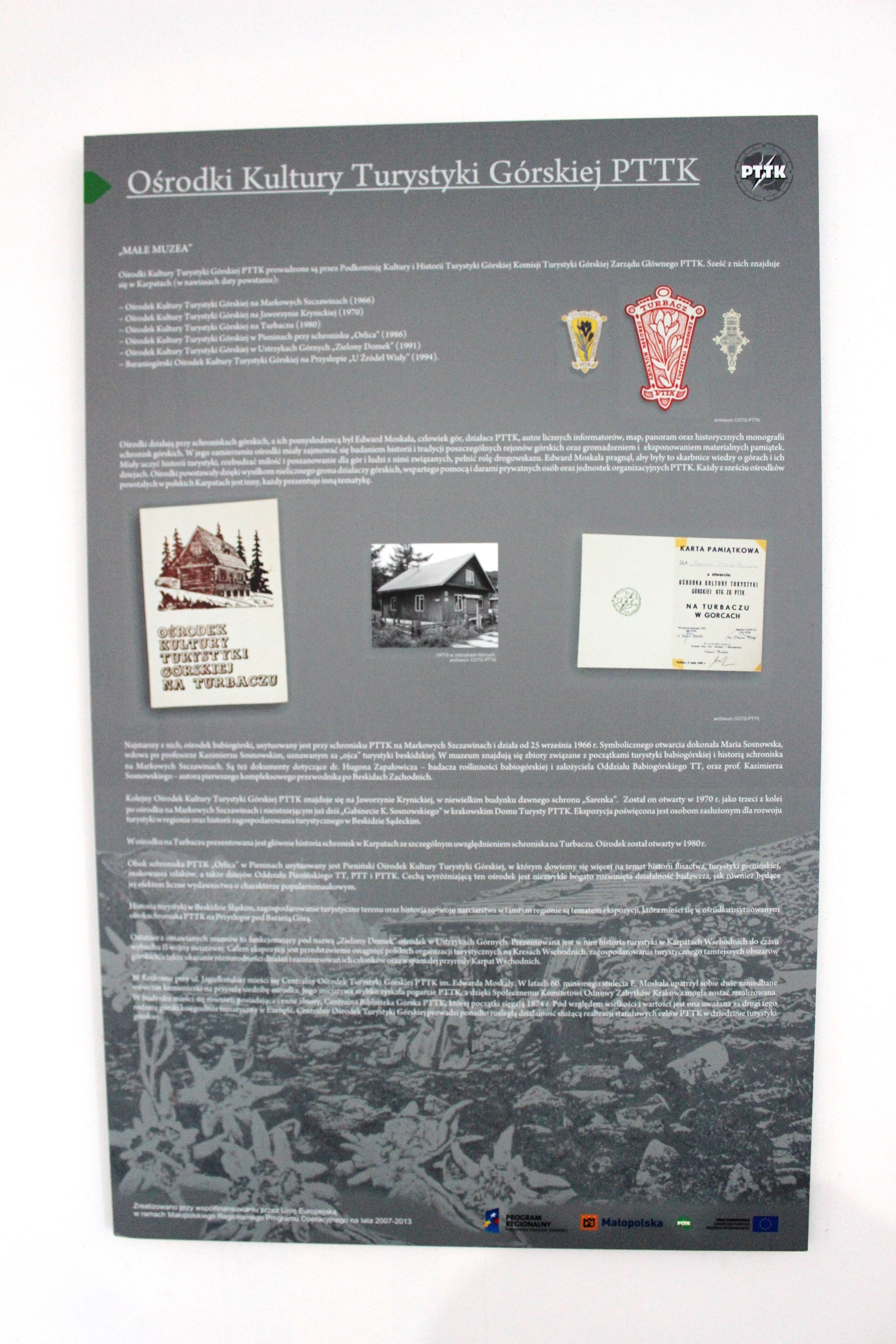
Plansza z Ośrodkami Kultury Turystyki Górskiej PTTK
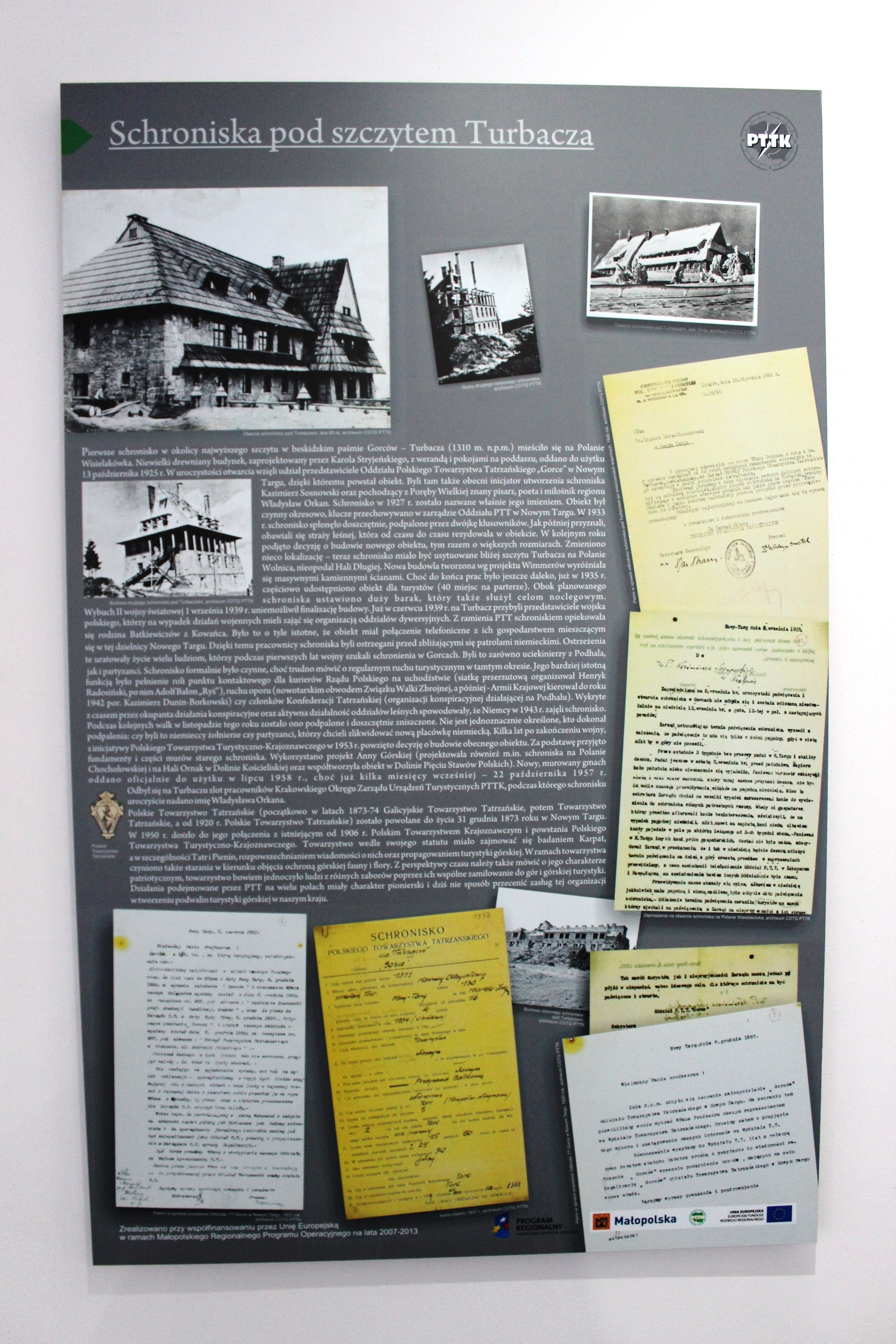
Plansza ze schroniskami pod szczytem Turbacza
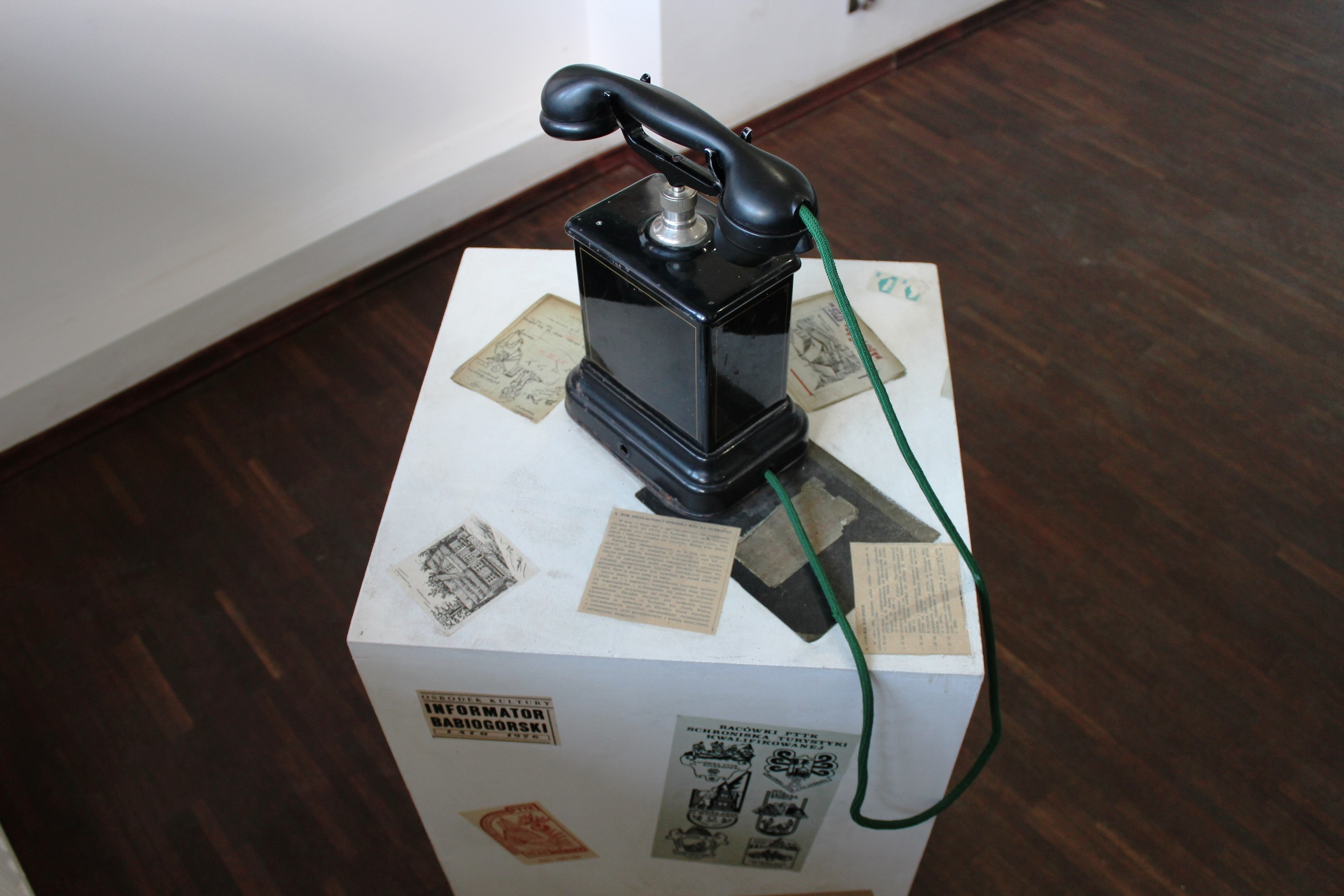
Dawny telefon